# Верніґероде (район)
Верніґероде (нім. Landkreis Wernigerode) — колишній район в Німеччині в землі Саксонія-Ангальт, що існував протягом 1990—2007 років. Центром району було місто Верніґероде. Займав площу 797,60 кв. км. Офіційним кодом району був 15 3 69. 
У результаті адміністративної реформи територія і населені пункти району з 1 липня 2007 року увійшли до складу району Гарц.

## Міста та громади
Район поділявся на 30 громад. 
1. Верніґероде (34 209)
2. Ельбінґероде (5 706)

Об'єднання громад
Керування Бланкенбург
1. Бланкенбург (15 896)
2. Каттенштедт (740)
3. Хаймбург (956)
4. Хюттенроде (1 224)
5. Тімменроде (1 098)
6. Вінроде (891)

Керування Броккен-Хохгарц
1. Альроде (715)
2. Альтенбрак (386)
3. Беннеккенштайн (2 236)
4. Еленділа (544)
5. Хассельфельде (3 148)
6. Ширці (733)
7. Зорге (132)
8. Штіг (1 199)
9. Танне (717)
10. Трезебург (99)

Керування Ільзенбург (Гарц)
1. Дарлінґероде (2 301)
2. Дрюбек (1 544)
3. Ільзенбург (6 334)

Керування Нордхарц
1. Аббенроде (935)
2. Деренбург (2 677)
3. Хойдебер (1 276)
4. Лангельн (1 124)